# The Indian Runner's Romance
The Indian Runner's Romance is een Amerikaanse stomme en korte film uit 1909 onder regie van D.W. Griffith.

## Verhaal
Een indiaan troost een stervende man, een paar minuten voor zijn dood. De stervende man waardeert dit en onthult de locatie waar zijn goud ligt. Een groep cowboys wil deze informatie ook. De indiaan laat niets los, waarop de cowboys zijn vrouw ontvoeren.

## Rolverdeling
| Acteur             | Personage          |
| ------------------ | ------------------ |
| Owen Moore         | Blue Cloud         |
| Mary Pickford      | Blue Cloud's Vrouw |
| Frank Powell       | De Stervende Man   |
| James Kirkwood     | Cowboy             |
| Mack Sennett       | Indiaan            |
| Lottie Pickford    | Indiaan            |
| Anthony O'Sullivan | Man in Stal        |
| Arthur V. Johnso   | -                  |